# Březový sirup

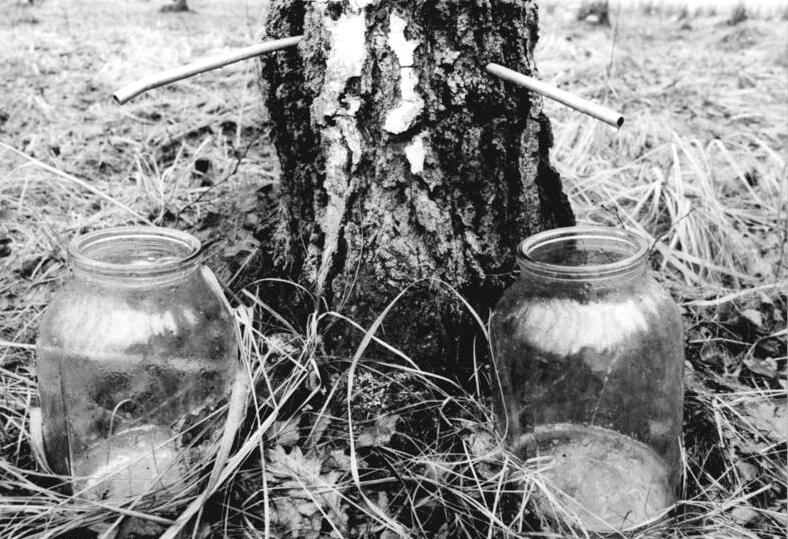
Sběr březové mízy v roce 1985 u Lipska

Březový sirup je sladidlo vyráběné z březové mízy podobným postupem, kterým je vyráběný známější javorový sirup z javorové mízy.
Z mízy, která obsahuje 0,5–2 % cukru (v závislosti na lokalitě, počasí, ročním období, …) je vyráběn sirup s obsahem zhruba 67 % cukru. Na výrobu jednoho litru sirupu je tak zapotřebí obvykle 80 až 110 litrů mízy. Z cukrů je v březové míze 42–54 % fruktózy, 45 % glukózy, malé množství sacharózy a stopové množství galaktózy.
Výroba je náročnější než u javorového sirupu hned z několika důvodů. Jedním je právě nižší obsah cukru, z kterého plyne nutnost zpracování většího množství, dalším je kratší období, kdy lze z bříz odebírat mízu, která má navíc nižší kořenový vztlak. Menší podíl cukrů má také za následek, že zahušťování pouhým odpařováním je náročné, navíc fruktóza se snáze připálí než sacharóza, hlavní cukr v javorové míze. Proto je komerčně vyráběný březový sirup prakticky vždy zahušťován především pomocí reverzní osmózy.
Březový sirup je vyráběn především v Ruské federaci a na Aljašce a Yukonu, kromě toho je populární i ve Skandinávii, v Bělorusku a na Ukrajině.